# Rintón
Rintón fue un comediógrafo helenístico que estuvo activo  hacia el año 300 a. C. Era originario de Tarento o de Siracusa. De su obra se conservan únicamente unos pocos fragmentos y unos pocos títulos. 
Su obra era conocida en Constantinopla, puesto que fue citado por Juan Lido a mediados del siglo VI. Fue uno de los primeros autores de la llamada "hilarotragedia", un tipo de tragedia burlesca. Los títulos conservados de las obras de Rintón, así como citas mitológicas, coinciden con las obras de Eurípides, que debieron de servirle de base para tratar asuntos mitológicos que convirtió en una especie de mimos.
La epigramista Nóside dedicó un epitafio a Rintón.
La Suda atribuye a Rintón 38 obras. Los títulos que se conocen de ellas son: Anfitrión, Heracles, Ifigenia en Áulide, Ifigenia entre los tauros, Meleagro esclavo, Medea, Antígona, Orestes y Télefo.